# Sukhoi Superjet 100
O Sukhoi Superjet 100 (em russo:  Сухой Суперджет 100) é um avião regional moderno, equipado com a tecnologia fly-by-wire, e disputa o mercado da categoria para 75 a 95 assentos. Seu desenvolvimento foi iniciado no ano de 2000 e a aeronave foi desenvolvida pela divisão de aviação civil da empresa aeroespacial russa Sukhoi, em cooperação com seu principal parceiro comercial, a Boeing. Seu voo inaugural foi realizado em 19 de Maio de 2008. Em 21 de Abril de 2011, o Superjet 100 fez seu primeiro voo comercial com passageiros, pela empresa Armavia na rota entre Erevan e Moscou.
Projetado para competir internacionalmente com o An-148, os Embraer E-Jets e com as aeronaves da Bombardier, o Superjet 100 afirma ter custos operacionais substancialmente menores com um baixo investimento inicial, sendo vendido à US$35 milhões.
A montagem final do Superjet 100 é feito pela Komsomolsk-on-Amur Aircraft Production Association. Seus motores SaM-146 são projetados e produzidos pela empresa Francesa e Russa PowerJet e a aeronave é vendida internacionalmente pela Italiana e Russa SuperJet International.

## Acidentes e Incidentes

### Acidente do Sukhoi Superjet 100 na Indonésia

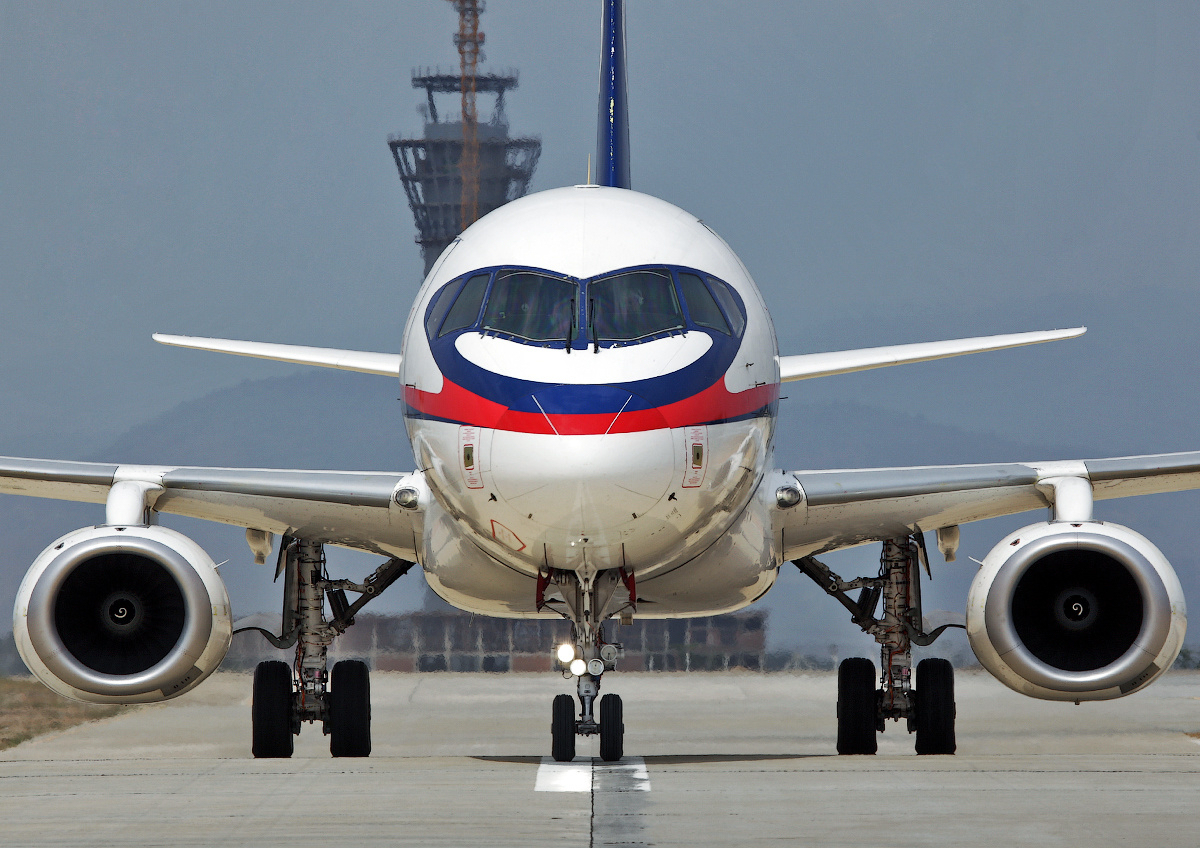
Aeronave 97004 envolvida no acidente.

Em 9 de maio de 2012, um Sukhoi Superjet 100 com 45 passageiros a bordo desapareceu após 21 minutos de decolar de Jacarta, Indonésia. Segundo informações a tripulação pediu ao controle de trafego aéreo para descer de 3.000 (10.000') para 1.800 metros (6000') sem explicar o motivo, isso ocorreu perto do Monte Salak de 2.211m (elevação 7254 pés), no momento chuviscava no local.
O voo partiu de Jacarta-Halim Perdana Kusuma Airport (HLP / WIHH) às 14:00 h. Ele voou para o sul e circulou Monte Salak. Depois de circular a montanha, o avião começou a descer chocando-se com uma montanha quase vertical no lado oriental do Monte Salak a uma altitude de 5.100 pés.
Último contato com o voo foi às 14:30. Os destroços foram encontrados na manhã seguinte. Não havia nenhum sinal de sobreviventes.
No dia 10, foram localizados os destroços do avião russo que desapareceu no dia 09 durante um voo de demonstração em Jacarta, na Indonésia.
O Superjet 100, fabricado pelo grupo russo Sukhoi e que seguia com 46 pessoas a bordo, foi localizado na área montanhosa de Cijeruk, Bogor, numa a sul da capital Jacarta, a cerca de 1800 metros de altura, de acordo com a Agência Nacional de Socorros.
«Achamos que os restos encontrados pertencem ao avião da fabricante russa Sukhoi. Não temos nenhum dado dos passageiros», afirmou Djoko, da Agência, em declarações à EFE.
Horas depois de terem sido encontrados os destroços do avião russo que, confirmou-se o pior cenário: ninguém sobreviveu à tragédia.
«Não encontrámos sobreviventes» entre os passageiros que viajavam no Superjet 100, informou Gagah Prakoso, porta-voz da Agência Nacional de Emergências indonésia.
«Chegámos ao local. Encontrámos apenas cadáveres, mas não estamos em condições de dizer o número», revelou. Apesar de inicialmente ter sido avançado que estavam 46 pessoas a bordo do avião, o número pode ser superior, rondando os 50, de acordo com as últimas informações.
«O avião despenhou-se na encosta da montanha em alta velocidade. Imagine o resultado. O avião está totalmente destruído», explicou a mesma fonte, reportando a descoberta de partes do aparelho numa zona perto de Cijeruk, a sul de Jacarta.
O Superjet 100, fabricado pelo grupo russo Sukhoi, realizava ontem um voo de demonstração sobre Jacarta quando desapareceu dos radares.

### Voo Aeroflot 1492
Um avião Sukhoi Superjet 100, da companhia aérea russa Aeroflot, pegou fogo no dia 05/05/2019. ao tentar um pouso de emergência no aeroporto de Sheremetievo, em Moscou, capital da Rússia. O acidente matou 41 pessoas, entre eles um tripulante e duas crianças.
Das 37 pessoas que conseguiram sobreviver, algumas compartilharam com a imprensa o que realmente aconteceu a bordo e como se salvaram.
Na noite do dia 05/05/2019, o avião partiu de Moscou rumo a Murmansk, no norte da Rússia. Porém, apenas 10 minutos após a decolagem, a aeronave foi atingida por um raio. Isso levou à perda de comunicação por rádio e controle de sistemas automáticos, e os pilotos solicitaram o retorno ao Sheremetievo para um pouso de emergência.
O pouso, no entanto, acabou sendo difícil: a aeronave quicou na pista e só conseguiu pousar na terceira tentativa, danificando os tanques de combustível abaixo e explodindo em chamas perto de sua cauda.

## Galeria

Outras imagens do Superjet 100
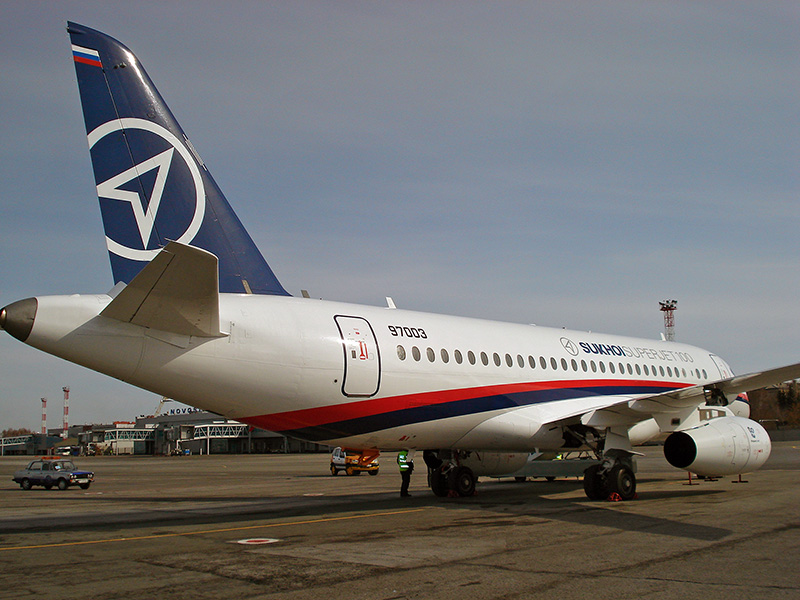
Vista lateral traseira.
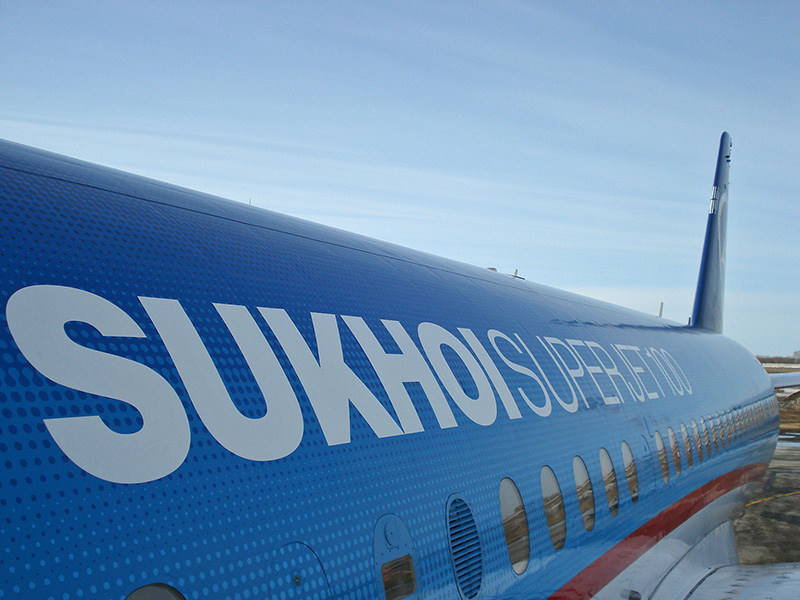
Vista por cima da asa.
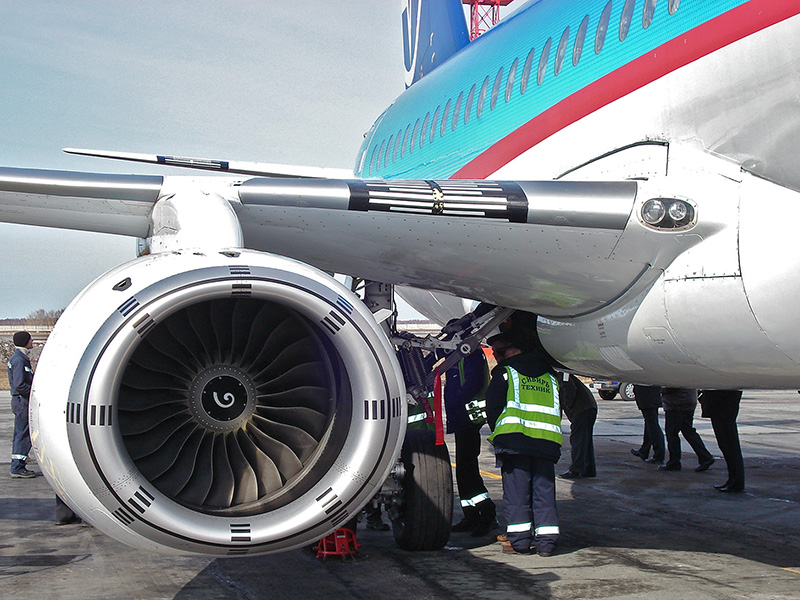
Motor.
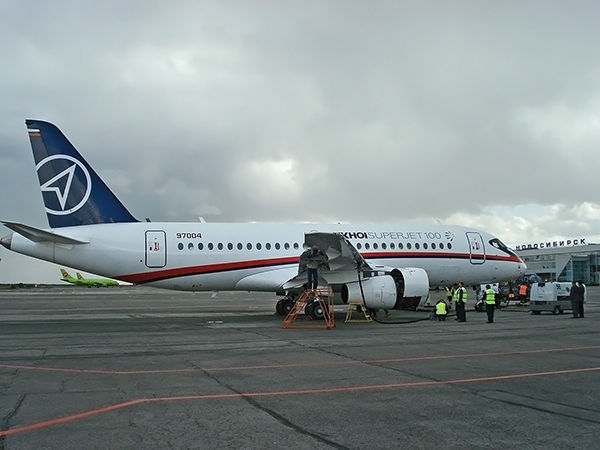
Lateral de longe.
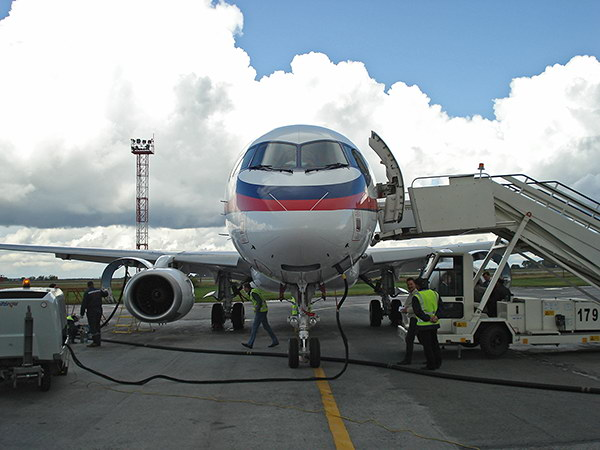
Vista frontal.
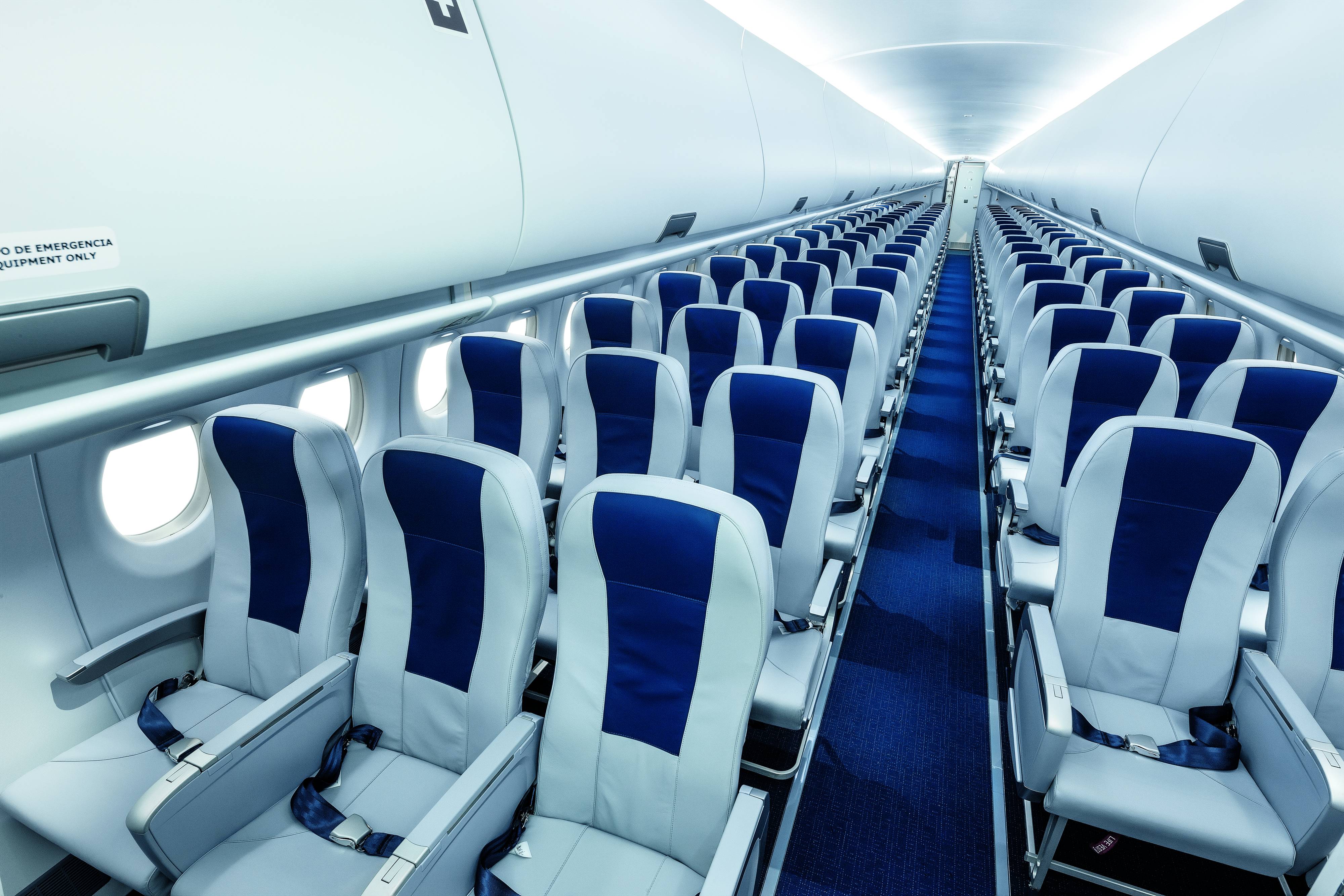
Interior da aeronave.
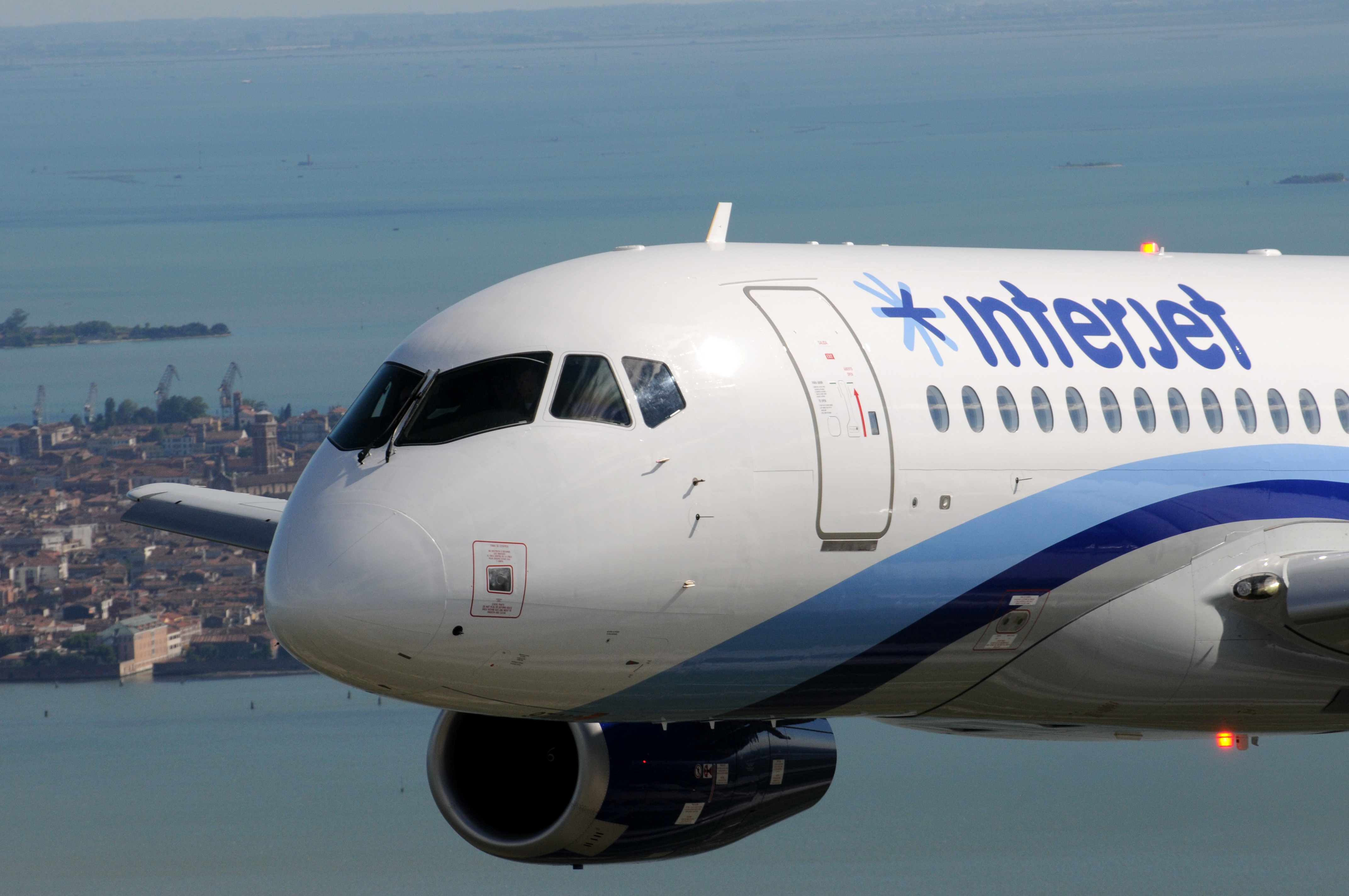
Detalhe do nariz.
- Vídeo na pista do aeroporto de Tolmachevo.